# Sant Pèire de Clairac
Sant Pèire de Clairac (en francès Saint-Pierre-de-Clairac) és un municipi francès situat al departament d'Òlt i Garona i a la regió de la Nova Aquitània.

## Demografia
| 1962                                       | 1968 | 1975 | 1982 | 1990 | 1999 | 2007 |
| ------------------------------------------ | ---- | ---- | ---- | ---- | ---- | ---- |
| 368                                        | 399  | 436  | 527  | 635  | 721  | 814  |
| Des de 1962: població sense dobles comptes |      |      |      |      |      |      |

## Administració
| Període | Identitat          | Partit |
| ------- | ------------------ | ------ |
| 1979-   | Jean-Michel Moynie |        |